# Monterde
Monterde (aragónul Monterd) település Spanyolországban,  Zaragoza tartományban. Monterde Abanto, Cimballa, Campillo de Aragón, Ibdes, Nuévalos, Munébrega, Olvés és Castejón de Alarba községekkel határos. Lakosainak száma 152 fő (2024).

## Népesség
A település népessége az utóbbi években az alábbiak szerint változott:
| Lakosok száma | 243  | 231  | 221  | 198  | 169  | 168  | 168  | 157  | 133  | 152  |
|               | 2001 | 2004 | 2007 | 2009 | 2012 | 2014 | 2017 | 2019 | 2022 | 2024 |